# Colton Haynes
Colton Lee Haynes (Wichita, 13 luglio 1988) è un attore e modello statunitense noto principalmente per i ruoli di Jackson Whittemore nella serie televisiva Teen Wolf e di Roy Harper nella serie televisiva Arrow.

## Biografia
Colton Lee Haynes è nato nel 1988 a Wichita, nel Kansas. È cresciuto a Andale, ma ha anche vissuto nell'Arkansas, nel Nuovo Messico, nel Texas e in Florida. Ha frequentato la Navarre High School in Florida, l'Andale High School in Kansas e si è infine diplomato alla Samuel Clemens High School di Schertz in Texas. Colton è il più giovane della famiglia avendo un fratello maggiore, Clinton, anch'egli attore, e due sorelle entrambe più grandi di lui. In una intervista ha raccontato che a scuola ha subito atti di bullismo, venendo preso in giro per le sue lentiggini.

### Carriera da modello
All'età di quindici anni, ha iniziato a fare il modello per Abercrombie & Fitch mentre viveva a New York, apparendo in un servizio di Bruce Weber. Successivamente è apparso in servizi fotografici di numerose riviste tra cui XY, Teen Vogue e Arena e ha lavorato come modello in campagne pubblicitarie per Kira Plastinina, J. C. Penney, Ralph Lauren e Verizon Communications.

### Carriera da attore
Dopo essersi trasferito a Los Angeles, ha la sua prima esperienza recitativa come comparsa non accreditata nel film Transformers del 2007. In seguito è comparso in CSI: Miami nel ruolo di Brandon Fox, un giovane che tenta invano di suicidarsi a causa degli ingenti debiti. Appare inoltre in due episodi della serie The Hills in un cameo dove "interpreta" se stesso, per poi prendere parte anche al video musicale I Don't Love You dei My Chemical Romance, diretto da Marc Webb. Nella seconda metà del 2007 sostiene le audizioni per il ruolo di Edward Cullen nell'adattamento cinematografico della serie di romanzi di Stephenie Meyer Twilight, ruolo che verrà poi assegnato a Robert Pattinson.
Nel 2008 è apparso nel ruolo di Alexander nella serie Privileged e in quello di Ares Kostopolous in Pushing Daisies. Torna al cinema nel ruolo di Scott Holland in Always and Forever di Hallmark Channel, e senza successo tenta l'audizione per il ruolo di Royce Du Lac per il film Spectacular!. L'anno successivo viene annunciata la sua partecipazione nel ruolo di Shane nella serie Look basata sull'omonimo film del 2007. Al riguardo ha dichiarato in un'intervista di Bruno Rand del magazine Ohlala: «Lo show è molto originale con molte scene di nudo, droga ed esperienze di vita reale che scioccheranno gli spettatori».
Ha ottenuto il ruolo di Brett Crezki, un atleta che si trasforma in lupo mannaro, nella serie di ABC The Gates - Dietro il cancello. Grazie alla buona interpretazione in The Gates, gli viene affidato il ruolo di Jackson Witthemore nella serie televisiva di MTV Teen Wolf facendosi conoscere al grande pubblico anche al di fuori degli Stati Uniti, nel 2012 decide di non prendere parte alla terza serie di Teen Wolf, probabilmente per contrasti con il regista e lo sceneggiatore che avevano ridotto la sua presenza in 12 episodi sui 24 totali della terza stagione. Appare inoltre anche nel video Trouble di Leona Lewis. Il 12 ottobre è stato annunciato che Colton avrebbe lasciato il suo ruolo in Teen Wolf. Le ipotesi suggeriscono che Colton fosse insoddisfatto del suo stipendio e della quantità di episodi (12 su 24) in cui sarebbe apparso, nella stagione 3. È stato poi anche ipotizzato che Colton avesse ottenuto un ruolo in Divergent, libro di Veronica Roth, che si sarebbe trasformato in film.
Nel 2013 si unisce al cast del telefilm Arrow ottenendo la parte di Roy Harper. Diviene un personaggio principale dalla 2ª stagione in poi. Haynes ha partecipato al videoclip di Gold, canzone cantata da Victoria Justice.
Nel dicembre 2014 fece una comparsa come cameo nel video Honey, I'm Good. di Andy Grammer.
Nel 2017 interpreta il detective Jack Samuels nella settima stagione della serie American Horror Story.
Nel luglio 2021 compare nel video Industry Baby di Lil Nas X, in cui interpreta il capo delle guardie della prigione rappresentata nel videoclip.

## Vita privata
Haynes ha lottato con l'ansia per tutta la sua vita; nel gennaio 2016, dopo anni di speculazioni pubbliche sul suo "passato gay segreto", una sua risposta a sorpresa scritta sul sito Tumblr, per un commento su alcune sue foto apparse nella rivista gay XY un decennio prima, è stata presa da molti media come conferma del suo coming out. Non ancora pronto a parlare apertamente del suo orientamento sessuale, la rinnovata attenzione spinse Haynes a cercare un trattamento per la sua ansia nei successivi tre mesi. In seguito ha fatto coming out in un'intervista su Entertainment Weekly a maggio del 2016. Nel novembre 2017, Haynes è stato nominato "OUT100" della rivista Out del 2017, un riconoscimento per la sua "auto-realizzazione" ed il suo lavoro. 
Haynes e il fiorista delle celebrità Jeff Leatham si sono fidanzati l'11 marzo 2017 per poi sposarsi il 27 ottobre dello stesso anno. A maggio 2018, Haynes ha chiesto il divorzio da Leatham, solo sei mesi dopo il matrimonio, raggiungendo un accordo di separazione ad agosto dell'anno successivo.

## Filmografia

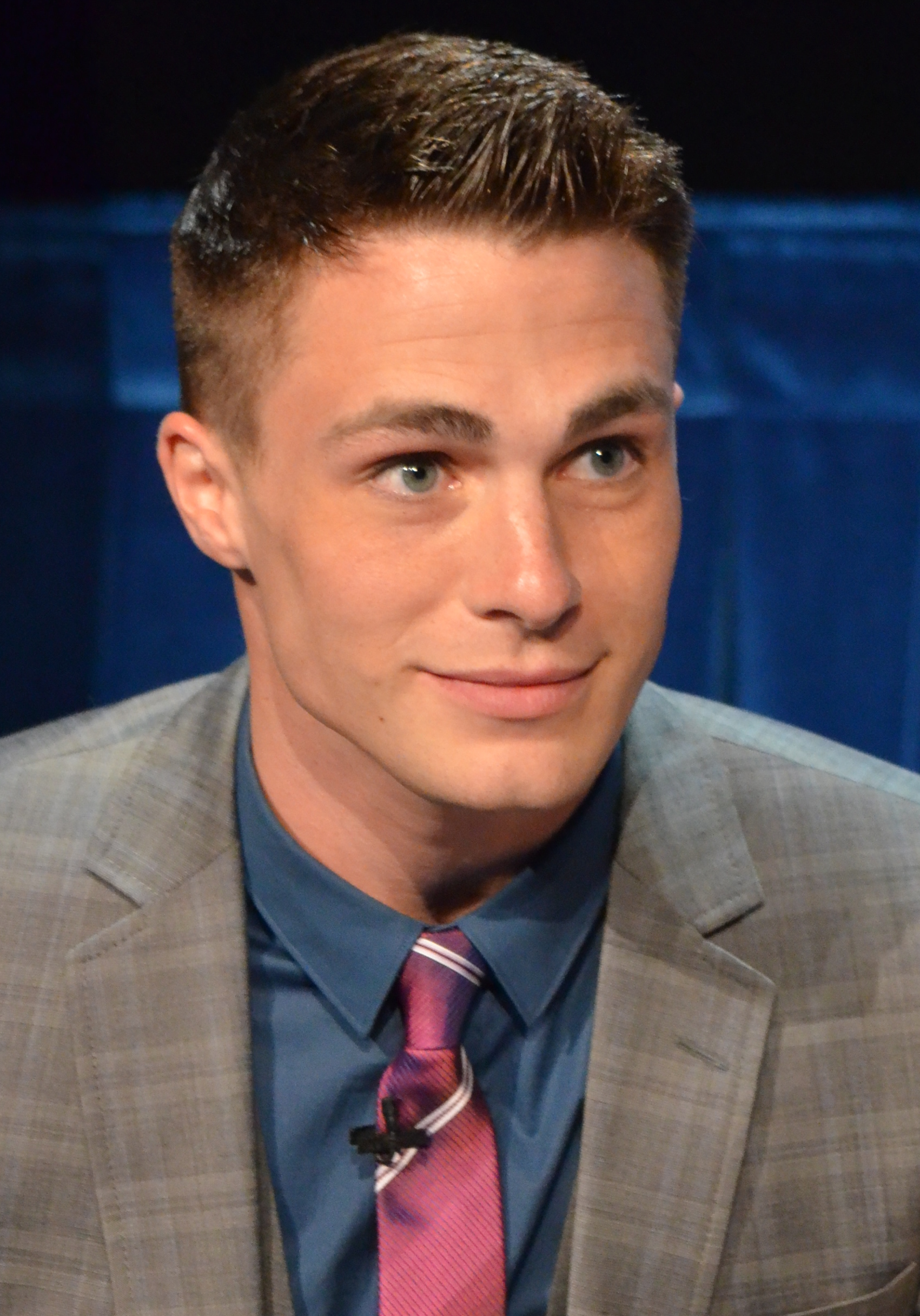
Colton Haynes ad un'intervista di Teen Wolf nel 2012

### Cinema
- Transformers, regia di Michael Bay (2007) – non accreditato
- Yearbook, regia di Carter Smith – cortometraggio (2011)
- Touring, regia di Charles Ingram – cortometraggio (2011)
- Charlie Brown: Blockhead's Revenge, regia di Robert Ben Garant – cortometraggio (2011)
- San Andreas, regia di Brad Peyton (2015)
- Crazy Night - Festa col morto (Rough Night), regia di Lucia Aniello (2017)
- Teen Wolf - Il film (Teen Wolf: The Movie), regia di Russell Mulcahy (2023)

### Televisione
- CSI: Miami – serie TV, episodio 6x04 (2007)
- Privileged – serie TV, episodio 1x05 (2008)
- Pushing Daisies – serie TV, episodio 2x04 (2008)
- Al cuor non si comanda (Always and Forever), regia di Kevin Connor – film TV (2009)
- Melrose Place – serie TV, episodio 1x08 (2009)
- The Gates - Dietro il cancello (The Gates) – serie TV, 11 episodi (2010)
- Look: The Series – serie TV, 11 episodi (2010)
- Le nove vite di Chloe King (The Nine Lives of Chloe King) – serie TV, episodio 1x07 (2011)
- The Grinder – serie TV, episodi 1x14-1x21 (2015)
- Teen Wolf – serie TV, 26 episodi (2011-2012, 2017)
- Arrow – serie TV, 79 episodi (2013-2020)
- Scream Queens – serie TV, episodi 2x02-2x03 (2016)
- American Horror Story – serie TV, 6 episodi (2017)
- Dollface – serie TV, episodio 2x08 (2022)
- Inganno seducente, regia di Jonathan Wright - film TV (2022)

### Videoclip
- I Don't Love You – My Chemical Romance (2007)
- Trouble – Leona Lewis (2012)
- Gold – Victoria Justice (2013)
- Industry Baby – Lil Nas X (2021)

## Doppiatori italiani
Nelle versioni in italiano delle opere in cui ha recitato, Colton Haynes è stato doppiato da:
- Andrea Mete in Arrow (2° voce), San Andreas, Crazy Night - Festa col morto
- Fabrizio De Flaviis in Teen Wolf, American Horror Story , Teen Wolf - Il film
- Emiliano Coltorti in Al cuor non si comanda
- David Chevalier in The Gates - Dietro il cancello
- Gabriele Patriarca in Arrow (1° voce)
- Alessio Puccio in Scream Queens
- Massimo Triggiani in Inganno Seducente